# Manliftingbanner
Manliftingbanner, auch ManLiftingBanner war eine niederländische Hardcore-Band. Die Band war die erste Straight-Edge-Band der Szene, die sich explizit als politisch und kommunistisch verstand. Die Band existierte von 1990 bis 1993 und ist seit 2012 wieder aktiv. Auf Manliftingbanner und ihre Aktivitäten ging die Subszene zurück, die sich selbst als Communist Straight Edge beschrieb.

## Geschichte
Manliftingbanner ging ursprünglich auf die Straight-Edge-Band Lärm zurück, in der die beiden Brüder Paul van den Berg (Gitarre) und Olav van den Berg (Schlagzeug) von 1980 bis 1985 spielten. Später waren sie dann ab 1988 bei der Band Profound, die bereits fast das Manliftinganner-Lineup hatte. Einzig Lord Bigma kam als weiterer Gitarrist hinzu.
Den ersten beiden Veröffentlichungen lagen Texte unter anderem von Lenin, Leon Trotsky und Rosa Luxemburg bei. Die Band spielte in den Jahren ihres Bestehens einige kleinere Touren in Deutschland und eine Tour in Italien und löste sich nach der Veröffentlichung einer EP und einer Maxi-Single bereits wieder auf. Trotzdem hatte sie profunden Einfluss auf die Hardcore-Szene der folgenden Jahre. So berichten die Bandmitglieder, dass sie noch Jahre später auf Touren mit anderen Bands Menschen in Japan oder Mexiko trafen, die ihnen erzählten, wie sehr Manliftingbanner ihr Leben verändert hätten. Teilweise hatten diese sogar Tätowierungen mit dem Bandlogo. Manliftingbanner diente als Inspiration für viele sich als links verstehende, spätere Straight-Edge- und Hardcorebands wie beispielsweise die schwedische Band Refused.
Nach der Auflösung der Band engagierten sich alle Bandmitglieder weiterhin politisch und spielten in diversen anderen Hardcore- und Punk-Bands. Bakker sang bei Dead Stoolpigeon, die Gebrüder van den Berg spielten bei Seein' Red. Während sich alle Bandmitglieder selbst noch als Kommunisten bezeichneten, führten sie die Selbstbezeichnung Straight Edge seit 1993 nicht mehr.
2012 reformierte sich die Band. Von der ursprünglichen Besetzung waren Bakker und die Gebrüder van den Berg dabei. Bakker brachte von Dead Stoolpigeon den Gitarristen Thomas Olivier mit; der neue Bassist Bart Griffioen hatte sowohl bei Dead Stoolpigeon als auch bei Seen' Red gespielt. 2014 veröffentlichte Manliftingbanner ein weiteres Album. Seit 2018 gab es kein Lebenszeichen mehr; im Januar 2019 bezeichnete Rob Franssen von Born from Pain die Band in einem Interview als aufgelöst.

## Diskografie
- 1991: Myth of Freedom (EP, Crucial Response Records)
- 1992: Ten Inches That Shook the World (Crucial Response Records)
- 1995: The Workers United Will Never Be Defeated (Split-Album mit Burn 51, AHC Records)
- 2014: The Kids Will Have Their Fuel  (Split-EP mit Deadstoolpigeon, Refuse Records)
- 2014: Red Fury (Crucial Response Records)